# 楊秉中
楊秉中（1472年—？），字用之，號南里，陝西西安府乾州武功縣人，民籍，明朝政治人物。

## 生平
弘治十一年（1498年）陝西鄉試第□五名舉人。正德六年（1511年）中式辛未科會試第二百七十名，登第三甲第九十七名進士。初授行人，十年八月选授云南道試御史，十六年巡按直隶，同年十一月丁父忧归。三年十月復除原职。官至山西按察司副使。嘉靖五年（1526年）丁母忧。

## 家族
曾祖楊安；祖父楊鑑；父楊舟（1440年-1521年），字濟川，號訥庵，曾任夏县訓導，封文林郎云南道监察御史。母張氏，封太孺人。具庆下，弟允中。